# Mount-Field-Nationalpark
Der Mount-Field-Nationalpark (engl. Mount Field National Park) ist ein Nationalpark im australischen Bundesstaat Tasmanien. Bekannt ist er vor allem für die Russell Falls.
Der im Nationalpark gelegene Mount Mawson ist neben Ben Lomond eines der sichersten Skigebiete Tasmaniens.

## Geografie
Der Nationalpark ist etwa 159 km² groß und liegt etwa 65 km nordwestlich der Hauptstadt Hobart. In ihm liegen u. a. der Mount Field West.

## Vegetation
Der Park zeichnet durch eine besondere Vegetationsvielfalt aus. Neben Waldgebieten mit hohen Swamp Gums, einer Eukalyptusart, gibt es riesige Baumfarne, Regenwald und alpine Vegetation in den höher gelegenen Gebieten. Einige der bis zu 400 Jahre alten Bäume haben eine Höhe von 90 m und einen Umfang von 20 m.

## Tierwelt
Die große Mehrheit der in Tasmanien heimischen land- und baumbewohnenden Säugetierarten kommt im Nationalpark vor. Als gefährdete Arten sind der Tüpfelbeutelmarder und der Tasmanische Langnasenbeutler zu nennen. Der letzte bekannte Tasmanische Tiger wurde in der Umgebung gefangen.

## Geschichte
Der Nationalpark wurde am 29. August 1916 gegründet und ist mit dem Freycinet-Nationalpark der älteste Nationalpark Tasmaniens.